# Chamaeleoninae
Chamaeleoninae  è una sottofamiglia di sauri della famiglia Chamaeleonidae.

## Tassonomia
Comprende i seguenti generi:
- Archaius Gray, 1865 (1 specie)
- Bradypodion Fitzinger, 1843 (17 spp.)
- Calumma Gray, 1865 (32 spp.)
- Chamaeleo Laurenti, 1768 (14 spp.)
- Furcifer Fitzinger, 1843 (22 spp.)
- Kinyongia Tilbury, Tolley and Branch, 2006 (18 spp.)
- Nadzikambia Tilbury, Tolley and Branch, 2006  (2 spp.)
- Trioceros Swainson, 1839 (42 spp.)